# 17 (число)
17 (сімна́дцять) — натуральне число між 16 і 18.

## Математика
- 7-е просте число
- 3-е число Ферма ({\displaystyle 2^{2^{2}}+1})
- 217 = 131 072

## Наука
- Атомний номер хлору;
- У деяких видів північноамериканських цикад тривалість життєвого циклу становить 17 років (також зустрічається і 13-річний цикл). За однією з гіпотез, «вибір» цикадами простого числа років ускладнює синхронізацію з життєвими циклами хижаків.

## Дати
- 17 рік, 17 рік до н. е.
- 1817 рік
- 1917 рік
- 2017 рік

## Інше
- ASCII-код керуючого символу DC1 (device control 1);
- На 17-й сторінці проставляють бібліотечний штампи у книгах та інших документах. Це відбувається тому, що сторінки у книгах зшиваються окремими зошитами по 16 аркушів. Сімнадцятий аркуш — початок другого зошита. Ймовірно, штамп повторюється на випадок втрати першого зошита.[1]
- Сімнадцять миттєвостей весни, фільм;
- «Где твои 17 лет? На Большом Каретном» — рядок із пісні Володимира Висоцького «Большой Каретный»;